# مطار ليلونغوي الدولي
مطار كاموزو الدولي (إياتا: LLW، إيكاو: FWKI) هو مطار دولي يخدم ليلونغوي عاصمة مالاوي، ويعرف أيضاً بمطار ليلونغوي الدولي.

## شركات الطيران والوجهات

### الركاب
| شركـات طيـران            | الوجهات |
| ------------------------ | --- |
| إير لينك                 | مطار أوليفر ريجنالد تامبو (تبدأ في 23 سبتمبر 2023)                                                                                           |
| الخطوط الجوية الإثيوبية  | مطار أديس أبابا بولي الدولي |
| الخطوط الجوية الكينية    | مطار جومو كينياتا الدولي |
| Malawi Airlines          | Blantyre، مطار جوليوس نيريري، مطار روبرت غابريل موجابي الدولي، مطار أوليفر ريجنالد تامبو، مطار كينيث كاوندا الدولي، مطار جومو كينياتا الدولي |
| Proflight Zambia         | مطار كينيث كاوندا الدولي، Mfuwe |
| خطوط جنوب إفريقيا الجوية | مطار أوليفر ريجنالد تامبو |
| Ulendo Airlink           | Likoma Island ‏، Mfuwe، Monkey Bay ‏ |

### الشحن
| شركـات طيـران        | الوجهات                                        |
| -------------------- | ---------------------------------------------- |
| الإمارات للشحن الجوي | مطار آل مكتوم الدولي، مطار جومو كينياتا الدولي |